# お吟さま (1962年の映画)
『お吟さま』（おぎんさま）は、1962年に公開された田中絹代監督の日本映画。千利休の娘であるお吟とキリシタン大名の高山右近を題材とした恋愛物語。今東光の小説『お吟さま』が原作。
2021年の第34回東京国際映画祭 日本映画クラシックス 田中絹代監督特集で上映された。

## あらすじ
有名な茶人千利休の娘である吟は、キリシタン大名の高山右近に恋をしていた。しかし、右近はすでに結婚していて、吟の思いを受け入れられなかった。拒否された吟は、廻船問屋万代屋宗安と結婚することに同意した。ある日、宗安が招いた茶会で彼女を見た豊臣秀吉は、美しいお吟を側女にしたいと思った。さらに、石田三成に陥れられ右近は追放された。そんな運命を望まず、吟は自殺を決意する。

## スタッフ
以下のスタッフ名等は特に記載がない限りKINENOTEに従った。
- 製作 - 月森仙之助、若槻繁
- 企画 - 長島久子
- 監督 - 田中絹代
- 脚本 - 成澤昌茂
- 原作 - 今東光『お吟さま』 [4]
- 撮影 - 宮島義勇
- 音楽 - 林光
- 美術 - 大角純一
- 録音 - 福安賢洋
- 照明 - 蒲原正次郎
- 編集 - 相良久

## キャスト
- 有馬稲子 - お吟さま（利休の娘） [2]

- 仲代達矢 - 高山右近 [2]

- 二代目中村鴈治郎 - 千利休 [2]
- 高峰三枝子（特別出演） - りき [2]
- 滝沢修[1] - 豊臣秀吉 [6]

- 南原宏治 - 石田三成 [2]
- 富士真奈美 - 宇乃 [2]
- 月丘夢路[1] - 淀君 [6]
- 伊藤久哉 - 万代屋宗安（利休の娘婿） [2]

- 千秋実[1]
- 田村正和[1] - お吟の弟 [3]
- 北竜二[1]
- 加藤嘉[1]
- 荒木忍[1]
- 三宅邦子[1]

- 汐見洋[1]
- 香川良介[1]
- 市川男女之助[1]
- 藤間林太郎[1]
- 田中謙三[1]
- 宮島安芸男[1]
- 中田耕二[1]
- 永田光男[1]

- 遠藤辰雄[1]
- 森八郎[1]
- 小田草之介[1]
- 真木康次郎[1]
- 滝祐兒[1]
- 光妙寺三郎[1]
- 安田昌平[1]
- 緑三千代[1]
- 岡田和子[1]
- 和歌浦糸子[1]

- 岸恵子 - 引廻しの女 [2]

## 映像ソフト
- 1992年に「松竹ホームビデオ」からビデオソフト（VHS）が発売&レンタルされたが廃盤、現在はDVDは発売されていない。

## 同時上映
- 『背くらべ』